# Université Friends
L'université Friends (en anglais : Friends University) est une université américaine située dans la ville de Wichita au Kansas. C'est une université privée chrétienne fondée en 1898.

## Source
- (en) Cet article est partiellement ou en totalité issu de l’article de Wikipédia en anglais intitulé « Friends University » (voir la liste des auteurs).